# Luis Guillermo Lumbreras
Luis Guillermo Lumbreras Salcedo, född 29 juli 1936 i Ayacucho, död  9 november 2023 i Lima, var en peruansk antropolog, arkeolog och lärare. Han är erkänd för att ha gett arkeologin ett nytt perspektiv, inte bara i den beskrivande och analytiska aspekten, utan också på den teoretiska nivån av definitionen av peruansk arkeologi. Han var initiativtagare till den så kallade sociala arkeologin, som inte är begränsad till insamling av data, utan också ser på samhällets utveckling och integration. Han föreslog den holistiska teorin om kulturens ursprung i Peru, som hävdar att både dess egna inhemska och främmande element verkade i den.